# Offensive de Melitopol

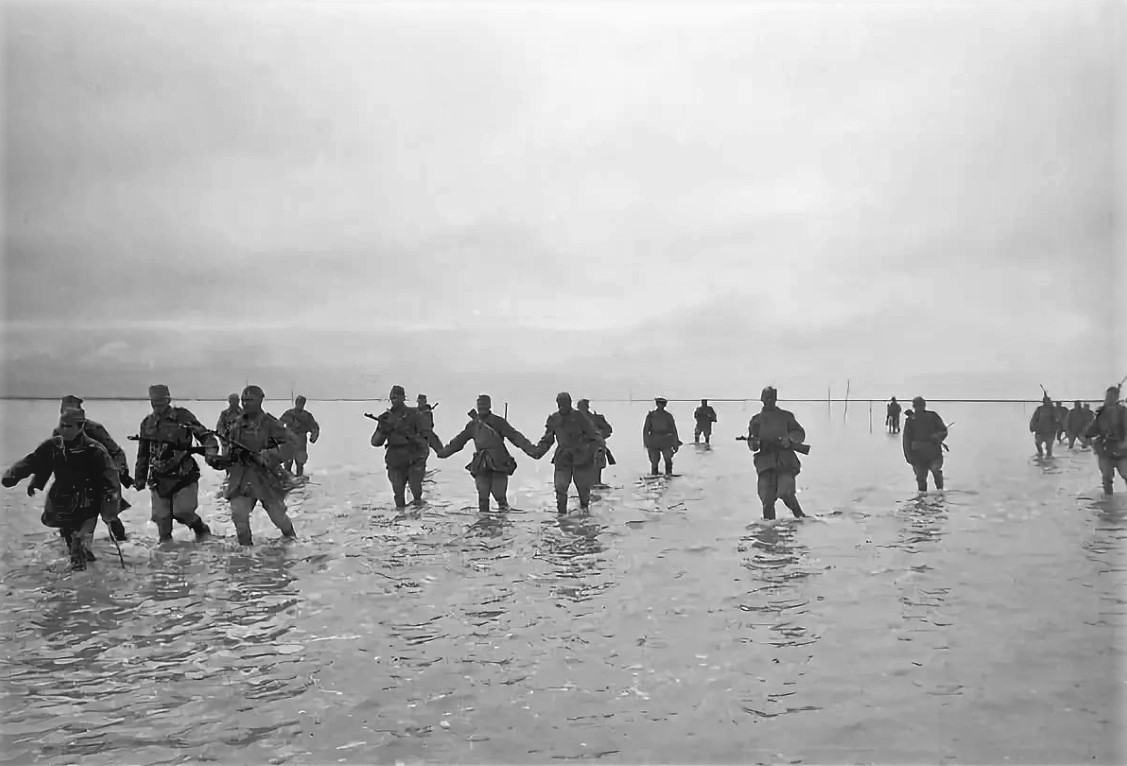
Soldats du 4e front ukrainien traversent la baie de Sivash, en Crimée, en octobre 1943 guerre mondiale.

 (août 2025).
Si vous disposez d'ouvrages ou d'articles de référence ou si vous connaissez des sites web de qualité traitant du thème abordé ici, merci de compléter l'article en donnant les références utiles à sa vérifiabilité et en les liant à la section « Notes et références ».
Pour l'opération de 2022, voir Bataille de Melitopol.
L'offensive de Melitopol est une opération offensive soviétique s'étant déroulée du 26 septembre au 5 novembre 1943, pendant la Seconde Guerre mondiale, dans le cadre de la deuxième étape de la bataille du Dniepr. L'opération aboutit à la libération de Melitopol et de toute la côte nord de la mer d'Azov.

## L'opération
Après l'offensive stratégique du Donbass au mois d'août 1943, les troupes front du Sud (à partir du 20 octobre 1943 — le 4e front ukrainien) ont repoussé la 6e armée allemande du groupe d'armées A, derrière une ligne pré-préparée sur le fleuve Molotchna. Il s'agit d'une ligne défensive, partie intégrante de la ligne Panther-Wotan, avec un système développé de tranchées, des structures de tir à longue portée, de nombreuses barrières antichars et antipersonnel. Le principal centre de défense est la ville de Melitopol.
Le but de l'opération Melitopol est le percement de cette ligne et l'accès au cours inférieur du Dniepr, coupant une importante force allemande en Crimée de la principale armée allemande.
Au cours de l'offensive, qui débute le 26 septembre, il est prévu de porter deux coups — l'offensive principale avec les forces principales au nord de Melitopol (4 armées) — et une offensive secondaire par les forces de la 28e armée, depuis la zone au sud de Melitopol, contournant la ville par le sud-ouest.
L'offensive est lancée pratiquement sans pause opérationnelle à la demande de l'état-major, afin d'empêcher l'ennemi de s'installer sur la ligne défensive. Sans préparation et reconnaissance appropriées, et en raison de la fatigue des troupes et de l'épuisement du matériel, l'offensive soviétique s'arrête après 5 jours avec de lourdes pertes et une avance de seulement 2 à 10 km.
Du 30 septembre au 9 octobre, l'offensive est momentanément stoppée. Après une analyse approfondie de la situation et la constatation que Karl-Adolf Hollidt, commandant de la 6e armée allemande transférait des forces importantes de son flanc sud vers le nord, Fiodor Tolboukhine regroupe les forces principales dans la direction opposée et porte un coup massif au groupement ennemi affaibli. Le transfert des troupes de la 51e armée, des corps de chars et de cavalerie vers la zone de la 28e armée permet d'obtenir le plus grand succès en direction du sud, et deux semaines après la reprise de l'opération, le 23 octobre, Melitopol est libéré par la 51e armée en coopération avec les troupes de la 28e armée. Dans le même temps, les troupes avançant au nord de la ville percent également les défenses et coupent la ligne de chemin de fer Zaporijjia - Melitopol.
Un groupe mécanisé de cavalerie mobile « Storm » est formé pour avancer à travers la brèche au sud de Melitopol, dans le cadre du 4e corps de cavalerie de la Garde du Kouban et du 19e corps blindé, soutenus par l'aviation. Le 24 octobre, toutes les troupes allemandes sont contraintes d'amorcer une retraite générale. Poursuivant l'ennemi, le 30 octobre, les troupes soviétiques libèrent Henichesk et atteignent la côte de la baie de Sivash. Le 1er novembre, ils prennent pied dans l'isthme de Perekop.
Dans la nuit du 5 novembre, les troupes atteignent le cours inférieur du Dniepr et capturent une tête de pont sur la rive sud de la baie de Sivash. L'avancée des troupes ne parvient cependant pas à déloger l'ennemi de la dernière tête de pont qu'il occupe sur la rive gauche du Dniepr au sud de Nikopol.

## Résultats
À la suite de l'opération, les troupes du front ont avancé de 50 à 320 km à l'ouest et au sud-ouest, libéré presque tout le nord de la Tauride et isolé plusieurs groupes de troupes allemandes en Crimée, créant les conditions de la libération prochaine de la Crimée et du sud de l'Ukraine de la rive droite.
18 unités et formations les plus distinguées ont reçu les titres honorifiques de l'opération Melitopol. Pour la libération de la ville de Melitopol, 87 soldats ont reçu le titre de Héros de l'Union soviétique, dont 12 soldats originaires de la ville.
Les slovaques combattants aux cotés des nazis dénombrent 2 600 soldats faits prisonniers par les soviétiques.